# Livonska vojna
Livonska vojna (1558–1583) je bila vojna za oblast v Stari Livoniji, sedanji Estoniji in Latviji. V vojni se je Carska Rusija vojskovala z različnimi koalicijami Danske-Norveške, Švedske ter Velike litovske kneževine in Kraljevine Poljske, kasneje Republike obeh narodov.
V obdobju 1558-1578 je v regiji prevladovala Rusija s hitro osvojitvijo Dorpata (Tartu) in Narve. Po ruski razpustitvi Livonska konfederacija se je v vojno vmešala Poljska-Litva, medtem ko sta Švedska in Danska intervenirali že leta 1559 (do 1561). Na ozemlju Livonije je bila kljub stalnim vdorom iz Rusije ustanovljena Švedska Estonija. Friderik II. Danski je kupil staro škofijo Ösel–Wiek in jo prepustil svojemu bratu Magnusu Holsteinskemu. Magnus je poskušal razširiti svoje livonske posesti, da bi ustanovil rusko vazalno državo Kraljevino Livonijo, ki je nominalno obstajala do njegovega poraza leta 1576. 
Leta 1576 je položaj poljskega kralja in velikega litovskega kneza zasedel Štefan Báthory in s svojimi vojaškimi uspehi v letih 1578 do 1581 in ofenzivo združene švedsko-poljsko-litovske vojske v bitki pri Wendenu obrnil tok vojne. Sledil je dolg pohod skozi Rusijo, ki je dosegel vrh  z dolgim in težavnim obleganjem Pskova. Vojna med Rusijo in Poljsko-Litvo se je končala leta 1582 s sklenitvijo Jam Zapoljskega mirovnega sporazuma, s katerim je  Rusija v korist Poljske-Litve izgubila svoje nekdanje posesti v Livoniji in Polock. Naslednje leto sta Švedska in Rusija podpisali Pljusski mirovni sporazum, s katerim je Švedska dobila večino Ingrije in severno Livonijo, Kneževino Estonijo pa je obdržala Rusija.

## Ozadje

### Predvojna Livonija
Do sredine 16. stoletja se je Stara Livonija razvila v gospodarsko uspešno  decentralizirano in versko razdeljeno Livonsko konfederacijo, sestavljeno iz  livonske veje Tevtonskega viteškega reda, knezoškofij Dorpat, Ösel–Wiek in Kurland, nadškofije Riga in mesta Riga. Mesta Riga, Dorpat in Reval (Talin) so uživala privilegije, ki so jim omogočali skoraj popolno neodvisnost. Edina skupna ustanova livonskih dežel so bila redna zasedanja deželnega zbora, imenovanega landtag. Ob razdeljeni politični upravi je obstajalo tudi stalno rivalstvo med riškim nadškofom in landmeistrom Tevtonskega reda za nadoblast v konfederaciji. Po reformaciji je v redu nastal razkol, ki se je v 1520. letih razširil tudi v Livonijo. Preobrazba regije iz katoliške v luteransko je bila postopna, ker se ji je del reda upiral in ostal do neke mere naklonjen rimokatolištvu. Ko se je Livoniji začela  bližati vojna, je imela šibko upravo, podvrženo notranjemu rivalstvu, in pomanjkljivo obrambo. Razen tega je bila obkrožena z monarhijami z agresivno  ekspanzionistično politiko in se kot taka mogla uspešno upreti nobenemu agresorju.
Landmeister in gebietigerji Livonskega reda in posestniki so bili nižji plemiči, ki so čuvali svoje privilegije in vpliv s preprečevanjem nastanka višjega in močnejšega plemiškega razreda. Odporu nižjega plemstva se je uspešno upirala samo nadškofija Riga. Za nadškofa Rige je bil s pomočjo nekdanjega pruskega velikega mojstra Alberta (Albrehta) Brandenburg–Ansbaškega imenovan  Viljem Brandenburški, za njegovega koadjutorja pa Krištof Mecklenburški. Oba sta delovala skladno z Albertovimi interesi v Livoniji, med katerimi je bila ustanovitev dedne Livonske kneževine, organizirane po pruskem zgledu. Red je istočasno poskušal ponovno vzpostaviti svojo organizacijo v Prusiji, kjer je nasprotoval sekularizaciji in ustanovitvi dedne kneževine.

### Težnje livonskih sosedov
Hanseatska zveza je že pred izbruhom livonske vojne izgubila svoj monopol nad dobičkonosnim in cvetočim trgovanjem na Baltiku. Še vedno je sodelovala in povečevala obseg svojega trgovanja, vendar je morala tržišče deliti z evropskimi najemniškimi ladjevji, predvsem iz nizozemskih  Sedemnajstih provinc in Francije. Ker hanseatska plovila niso bila primerna za vojne ladje in ker Hansa zaradi upadajočega deleža v trgovanju  ni mogla vzdrževati velike mornarice, sta ostala njena livonska člana Riga in Reval in trgovski partner Narva brez ustrezne zaščite. Danska mornarica, najmočnejša na Baltiku, je nadzirala vhod na Baltsko morje, pobirala takse za plovbo in posedovala strateško pomembna baltska otoka Bornholm in  Gotland.
Danska na južni meji in pomanjkanje pristanišč na vzhodni obali, ki bi pozimi ne zamrznila, je zelo omejevalo švedsko trgovanju na Baltiku. Švedska je kljub temu cvetela zaradi izvoza lesa, železa in predvsem bakra, podprtega z lastnim ladjevjem, in bližino livonskih pristanišč na drugi strani ozkega Finskega zaliva. Švedska se je že pred livonsko vojno poskušala razširiti v Livonijo, vendar je njene poskuse preprečil ruski car v rusko-švedski vojni 1554-1557, ki se je končala z Novgorodskim mirovnim sporazumom.
Rusko carstvo je s priključitvijo Novgorodske (1478) in Pskovske kneževine (1510) postalo livonski vzhodni sosed. Moč Rusije se je še okrepila po priključitvi Kazanskega (1552) in Astrahanskega kanata (1556). Konflikt med Rusijo in zahodnimi silami se je zaostril z rusko izolacijo od pomorskega trgovanja.  Pristanišče Novgorod, ki ga je zgradil car Ivan IV. na vzhodnem bregu reke Narve je bilo plitvo in zato neprimerno.
Car je od Livonske konfederacije zahteval, da mora plačati okoli 6.0000 mark, če želi obdržati škofijo Dorpat. Zahtevo je utemeljeval s trditvijo, da je moral vsak odrasel moški ob neodvisnosti Pskovu plačati po eno marko. Livonci so carju obljubili, da bodo denar izplačali do leta 1557. Ker tega niso storili, so pogajanja propadla in Livonci so morali zapustili Moskvo.
Ivan je stalno poudarjal, da je obstoj Tevtonskega reda v Livoniji mogoč samo s pasivno rusko podporo in da bo z morebitnim vojaškim posredovanjem hitro ogrožen. Zahteval je ustanovitev koridorja med Baltikom in novimi ozemlji ob Kaspijskem jezeru, ker bi v morebitni vojni z zahodnimi silami potreboval bolj dovršeno uvoženo orožje.
Poljskega kralja in litovskega velikega kneza Sigismunda II. Avgusta so skrbele ruske ekspanzionistične težnje. Širitev Rusije v Livonijo ne bi pomenila samo močnejšega političnega tekmeca, ampak tudi izgubo donosnih trgovskih poti. Sigismund je zato podpiral svojega  bratranca, riškega nadškofa  Viljema Brandenburškega, v sporih z Viljemom  Fürstenberškim, landmeistrom Livonskega reda. Sigismund je upal, da bo Livonija, tako kot Kneževina Prusija pod knezom Albertom, postala poljsko-litovska vazalna država. Viljem Brandenburški je imel v Livoniji šibko podporo in se je zanašal predvsem na zunanje zaveznike. Med njegovimi zavezniki je bil landmarschall Jasper Munsterski, s katerim je nameraval aprila 1556  napasti svoje nasprotnike. Pričakoval je, da mu bosta Sigismund in Albert pri tem pomagala. Sigismund se je z udeležbo v vojni obotavljal, ker se je bal, da bo s tem sprožil napad Rusov na Kijevsko vojvodstvo. Ko je Fürstenberg izvedel za načrt za napad, je svojo vojsko povedel v nadškofijo Riga in nato v glavni trdnjavi Kokenhusen in Ronneburg. Jasper Munsterski je pobegnil v Litvo, Viljema Brandenburškega in Krištofa Mecklenburškega pa so ujeli in zaprli v gradova Adsel in Treiden. Aretaciji sta sprožili diplomatsko pritožbo pomeranskih knezov, danskega kralja, cesarja Ferdinanda I. Habsburškega in držav Svetega rimskega cesarstva  za njuno izpustitev. Sestanek v Lübecku, napovedan za 1. april 1557, na katerem naj bi sprti strani poravnali spore, je bil odpovedan zaradi spora med Sigismundom in dansko delegacijo. Sigismund je uboj svojega spremljevalca Lanckija, ki ga je zagrešil landmeistrov sin, izkoristil za izgovor za napad na južno Livonijo z vojsko okoli 80.000 mož. Sprte strani v Livoniji je v svojem taboru v Pozvolu prisilil, da se pomirijo in podpišejo Pozvolski sporazum. Sprte strani so se dogovorile za vzajemno obrabno-napadalno zvezo, ki je bila uperjena predvsem proti Rusiji, s čimer so sprožile livonsko vojno.

## 1558-1562: Razpustitev Livonskega reda

### Ruski napad na Livonijo
Ruski car Ivan IV. je imel  Pozvolski sporazum za provokacijo in grožnjo, uprejeno proti Ruskemu carstvu, in casus belli za  livonsko vojno. Rusija in Livonija sta namreč leta 1554 sklenili petnajstletno premirje, s katerim se je Livonija obvezala, da v tem času ne bo sklenila zavezništva s Poljsko-Litvo.
22. januarja 1558 je ruska vojska napad Livonijo. Lokalni kmetje so v Rusih videli  osvoboditelje. Več livonskih trdnjav se je vdalo brez odpora. Rusi so maja 1559 osvojili Dorpat, julija Narvo in začeli oblegati Reval. Po prihodu 1.200 landsknehtov, 100 topničarjev in streliva iz Nemčije, so livonske sile uspele osvojiti izgubljeni Wesenberg (Rakvere) in več drugih trdnjav. Nemci so vdrli na rusko ozemlje, vendar so Dorpat, Narva in več drugih manjših trdnjav ostali v ruskih rokah.
Začetne ruske napade so vodili  kasimski kan Šahgali in dva druga tatarska kneza na čelu vojske ruskih bojarjev, tatarskih in ruskih konjenikov in kozakov, ki so bili v tistem času večinoma pešaki. Ivan je nekaj ozemlja osvojil tudi na pohodih leta 1560. Po ruskih napadih januarja 1559 je bilo maja  med njimi in Livonci sklenjeno šestmesečno premirje. Rusi so se v tem času vojskovali v rusko-krimski vojni.
Livonija je po ruskem napadu prosila za  pomoč cesarja Ferdinanda I. Habsburškega in zatem Poljsko-Litvo. Landmeister von Fürstenburg je pobegnil v Poljsko-Litvo. Zamenjal ga ja Gotthard Kettler. Junija 1559 so livonske dežele z Vilenskim sporazumom prišle pod poljsko-litovsko varstvo. Poljski sejm je zavrnil ratifikacijo sporazuma v prepričanju, da se tiče samo Velike litovske kneževine. Januarja 1560 je Sigismund poslal na dvor Ivana IV. v Moskvo svojega odposlanca Martina Volodkova, da bi poskusil ustaviti pustošenje ruske konjenice po livonskem podeželju.
Ruski uspehi so bili rezultat številnih majhnih akcij z obleganji, v katerih so imeli  ključno vlogo pri uničevanju lesenih obrambnih položajev mušketirji ob učinkoviti podpori topništva. Carska vojska je osvojila več pomembnih trdnjav, med njimi Fellin (Viljandi), za osvojitev večjih mest (Riga, Reval ali Pernau) pa ni imela dovolj sredstev. Avgusta 1560 so livonski vitezi doživeli katastrofalen poraz v bitki z Rusi pri Ergemeju.
Novi švedski kralj Erik IV. je zavrnil Kettlerjevo in podobno poljsko prošnjo za pomoč, zato je Kettler za pomoč zaprosil Sigismunda.   Oslabljeni livonski red je bil z Vilenskim sporazumom leta 1561 razpuščen. Njegovo ozemlje je bilo sekularizirano kot Vojvodina Livonija in Vojvodina Kurlandija. Kettler je postal prvi vojvoda Kurlandije in se zato spreobrnil v luteranstvo.  V Vilenski sporazum je bil vključen Privilegium Sigismundi Augusti, s katerim je Sigismund livonskim stanovom garantiral  privilegije, vključno z versko svobodo v smislu augsburške veroizpovedi, indigenat (naturalizacja tujega plemstva) in nadaljevanje tradicionalne nemške administracije. Določila, ki so se nanašala na versko svobodo, so prepovedovala verskim in posvetnim oblastem kakršno koli urejanje protestantskega reda.
Nekaj litovskih plemičev je nasprotovalo krepitvi poljsko-litovske unije in ponudilo litovsko krono  Ivanu IV. Car je njihovo ponudbo javno objavil, bodisi zato, ker jo je jemal resno, bodisi zato, ker je potreboval čas za okrepitev svojih livonskih čet. Obe sprti strani sta celo leto 1561 spoštovali sklenjeno premirje.

### Danska in švedska intervencija
Škof Ivan Münchhausenski je v zameno za posojilo in garancijo za dansko zaščito 26. septembra 1559 podpisal sporazum, s katerim je dal Frideriku II. Danskemu pravico do imenovanja škofa Ösel–Wieka. Listina je pomenila prodajo tega ozemlja za 30.000 tolarjev. Friderik II. je za škofa imenoval svojega brata, vojvodo Magnusa Holsteinskega, ki je prevzel svojo posest aprila 1560. Da dansko dejanje ne bi pomenilo ogrožanje Švedske, je Danska poskušala  posredovati za mir v regiji. Magnus je začel kar naenkrat gledati samo za lastne interese in brez Friderikovega soglasja prodal škofijo Kurlandijo in poskušal razširiti  svoje posesti v Harrien–Wierland (Harju in Virumaa), s čimer je prišel v neposreden konflikt s švedskim kraljem Erikom XIV.
Danska je postala največja sila na Baltiku, zato je Švedska poskušala zmanjšati njeno mož z osvojitvijo ozemlja na vzhodni obali Baltika. Leta 1561 je  v Harrien – Wierland in Jerwen (Järva) prišla švedska vojska s plemstvom, ki je ustanovilo Vojvodino Estonijo.  Reval je sprejel švedsko oblast.  Švedska je s tem dobila nadzor nad rusko trgovino z Zahodom in hkrati pripomogla začeti severno sedemletno vojno (1563-1570),  saj je Friderik II. že leta 1561 protestiral proti švedski navzočnosti v Revalu in zahteval zgodovinske pravice do Danske Estonije. Ko je Erik XIV. junija 1562 na silo zasedel Pernau, so njegovi diplomati poskušali doseči švedsko zaščito Rige, kar je povzročilo spor s Sigismundom.
Sigismund je vzdrževal tesne stike z Erikovim bratom, finskim vojvodom Ivanom, kasnejšim Ivanom III., in oktobra 1562 z njim poročil svojo sestro Katarino. Erik XIV. je Ivanovo poroko odobril, razburil pa se je, ko je Ivan posodil Sigismundu 120.000 dalarjev in kot varščino prejel sedem livonskih gradov. Incident je povzročil Ivanovo aretacijo avgusta 1563, nakar je Sigismund oktobra istega leta sklenil zavezništvo z Dansko in  Lübeckom proti Eriku XIV.

## 1562-1570
Z intervencijo Danske, Švedske in Poljske-Litve v Livoniji se je začelo obdobje bojev za nadzor Baltika. Za prva leta vojne so bili značilni ostri boji, leta 1562 pa se je začelo obdobje  manj intenzivnih spopadov, ki je trajalo do leta 1570. Po tem letu so se boji znova razvneli. Danska in Švedska, do neke mere tudi Poljska-Litva, so bile v tem času osredotočene na severno sedemletno vojno (1563–1570) v zahodnem Baltiku, čeprav je bila Livonija  strateško še vedno pomembna.  Leta 1562 sta Danska in Rusija sklenili Možajski sporazum, uskladili svoje zahteve v Livoniji in postali prijateljski državi. Leta 1564 sta sedemletno premirje sklenili Rusija in Švedska. Tako Ivan IV. kot Erik XIV. sta kazala znake duševni motenj. Car Ivan IV. se je leta 1565  z opričnino obrnil proti ljudstvu in delu plemstva in povzročil v carstvu  politični kaos in državljansko vojno.

### Ruska vojna z Litvo
Ko se je rusku-litovsko premirje leta 1562 izteklo, je Ivan IV. zavrnil Sigismundov predlog, da bi se podaljšalo. Car je premirje izkoristil za okrepitev svoje vojske v Livoniji in leta 1562  napadel Litvo. Njegova vojska je vdrla v Vitebsk in po vrsti mejnih spopadov leta 1563 zasedla Polock. Litvanci so v obdobju stalnih spopadov zmagali v bitkah pri Uli leta 1564 in Čašnikih leta 1567. Ivan je nadaljeval osvajanje mest in vasi v osrednji Livoniji, ob obali pa so ga Litvanci zadržali. Poraza pri Uli  in Čašnikih in dezertiranje Andreja Kurbskega so Ivana IV. spodbudili, da je svojo prestolnico preselil v Aleksandrovski kremelj, medtem ko so njegovo znatno opozicijo zatrli njegovi opričniki.
Maja 1566 je odšla iz Litve v Moskvo velika skupina diplomatov. Litva je bila pripravljena deliti Livonijo z Rusi pod pogojem, da bi s skupno ofenzivo izgnali Švede.  Ruski diplomati so v  litovski ponudbi videli njeno šibkost in predlagali, da Rusija zasede celo Livonijo, vključno z Rigo. Zasedba Rige in okolice vhoda v Zahodno Dvino bi  Litovcem povzročila težave, ker je bila večina njihovega trgovanja odvisna od varne plovbe po Dvini. Za varnost so že zgradili nekaj trdnjav. Julija je Ivan IV. povečal svoje zahteve z  Ösela na Dorpat in Narvo. Ker dogovora ni bilo, je bil sklenjen desetdnevni premor. V tem času so Rusi organizirali številne posvete, vključno s sejo Deželnega  zbora, na katerih so razpravljali o teh vprašanjih. Na seji Deželnega zbora so predstavniki cerkve zahtevali da Riga ostane v ruskih rokah (čeprav je še niso osvojili). Bojarji  so se manj zavzemali za splošni mir z Litvo in opozarjali na nevarnost, ki bi jo predstavlja skupna poljsko-litovska država. Pogovori so se nato ustavili. Po vrnitvi diplomatov v Litvo so se sovražnosti nadaljevale.
Leta 1569 sta se z Lublinsko unijo Poljska in Litva združili v Republiko obeh narodov. Vojvodina Livonija, ki  je bila povezana z Litvo z Grodnensko unijo iz leta 1432, je leta 1566 prišla pod skupno poljsko-litovsko suverenost. Leta 1570 je Republika z Rusijo sklenila triletno premirje.
Sigismund II. Avgust, prvi kralj Republike obeh narodov, je leta 1572 umrl brez jasnega naslednika poljskega prestola, kar se je zgodilo prvič od  leta 1382. V Poljski so se začele prve svobodne volitve v njeni zgodovini. Nekaj litovskih plemičev je poskušalo ponovno doseči litovsko neodvisnost in za kralja predlagalo ruskega kandidata. Ivan je za kralja ponudil svojega sina Fjodorja, zahteval vrnitev Kijeva, pravoslavno kronanje in nasledstveno kraljestvo, vzporedno z ruskim. Elektorat je njegove zahteve zavrnil in za novega kralja izbral Henrika Valoisa (poljsko (Henryk Walezy), brata francoskega kralja Karla IX.

### Ruska vojna s Švedsko
Leta 1564 sta Švedska in Rusija sklenili Dorpatski sporazum, s katerim je Rusija priznala Švedski pravice do Revala in nekaj gradov, Švedska pa Rusiji oblast v drugih delih Livonije. Naslednje leto sta državi sklenili sedemletno premirje.
Švedski kralj Erik XIV. je leta 1567 ubil več plemičev zato so ga naslednje leto odstavili in za kralja imenovali njegovega brata Ivana III. Švedska in Rusija sta imeli še veliko drugih problemov in sta goreče želeli, da se vojna v Livoniji ne bi ponovno razvnela.
Ivan Grozni je kmalu potem, ko je ovdovel, leta 1560 predlagal svojo poroko z litovsko princeso Katarino Jagelonsko, s katero bi  z Litvo sklenil mir in jo oddaljil od Poljske in Prusije. Ker se Poljska in Rusija nista uspeli dogovoriti o politični vsebini poroke, so bila poročna pogajanja v Vilni leta 1561 prekinjena. Katarina se je 4. okrobra 1562 poročila z vojvodo Ivanom Finskim, kasnejšim kraljem Ivanom III. Švedskim. 
Ivan Grozni se s poroko očitno ni mogel sprijazniti in je leta 1567 poslal na Švedsko delegacijo z zahtevo, da mu izročijo Katarino, s čimer se Ivan III. seveda ni strinjal. Švedi so leta 1569 poslali v Rusijo delegacijo pod vodstvom Paula Juustena, škofa Åba, s katero se car ni nameraval pogajati, ampak je za pogajalca določil novgorodskega guvernerja. Od Švedov je zahteval, da guvernerja sprejmejo "kot  brata svojega kralja".  Ker je Juusten zahtevo zavrnil, je guverner ukazal, da delegatom  odvzamejo obleko in denar, jim odrečejo hrano in vodo  in jih gole vodijo po mestnih ulicah. Švedi so nameravali oditi tudi v Moskvo, vendar na srečo niso odšli, ker je bil car s svojimi opričniki takrat na pohodu proti Novgorodu.
Ivan je na povratku s pohoda ponovno odklonil srečanje s švedsko delegacijo, ker je junija 1570 sklenil triletno premirje z Republiko obeh narodov in se mu vojne s Poljsko-Litvo ni bilo treba bati. Rusi so Švedom sporočili, da je izročitev Katarine predpogoj za kakršen koli dogovor. Švedi so se bili kljub nemogoči zahtevi pripravljeni pogajati za njeno izročitev.
Iz Juustenovih poročil  je razvidno, da so Rusi na pogajanjih zahtevali, da Švedi opustijo svoje zahteve po Revalu, zagotovijo dvesto ali  tristo konjenikov, kadar bo potrebno,  plačajo 10.000 dalerjev neposrednega nadomestila,  predajo finske rudnike srebra ob meji z Rusijo in dovolijo carju naziv "vladar Švedske". Švedi so Ivanov predlog imeli za ultimat: če mi ne prepustite ozemlja v Livoniji, lahko pričakujete vojno. Švedi Ivanovih pogojev seveda niso sprejeli in vojna se je spet začela.

### Vpliv severne sedemletne vojne
Spori med Dansko in Švedsko so leta 1563 privedli do sedemletne vojne, ki se je končala leta 1570 s Ščečinskim mirovnim sporazumom. Vojskovalo se je večinoma v južni Skandinaviji in nekaj pomorskih bitkah na Baltiku. Ko se je danski Varberg leta 1565  predal švedski vojski, je 150 danskih najemnikov pobegnilo in se izognilo kasnejšemu  pokolu danske garnizije. Med preživelimi najemniki  je bil tudi Pontus de la Gardie, kasneje pomemben švedski poveljnik v livonski vojni. Na livonsko vojno je vplivala tudi pomorska kampanja danskega admirala Petra (ali Pera) Muncka, ki je julija 1569 z morja obstreljeval švedski Reval.
Po sklenitvi Ščečinskega mirovnega sporazuma je Danska postala dominantna sila v severni Evropi,  čeprav ji ni uspelo obnoviti Kalmarske unije. Za Švedsko neugodni mirovni pogoji so privedli do številnih konfliktov, ki so se končali šele z veliko severno vojno leta 1720.
Švedska se je strinjala, da bo v zameno za plačilo svetega rimskega cesarja Maksimilijana II. vrnila svoje posesti v Livoniji. Ker Maksimilian ni plačal obljubljene odškodnine, je izgubil vpliv na dogajanja na Baltiku. Določila, povezana z livonsko vojno se niso spoštovala, zato se je vojna nadaljevala. S stališča Ivana III. je mirovni sporazum omogočil vpletenim silam skleniti zavezništvo proti njemu, ker se med seboj niso več vojskovale.

## 1570-1577: Ruska dominacija in Livonsko kraljestvo
V zgodnjih 1570.  letih se je Ivan III. Švedski soočil z rusko ofenzivo na svoje položaje v Estoniji. Reval je leta 1570 in 1571 vzdržal rusko obleganje, več manjših mest pa so Rusi osvojili. 23. januarja 1573 se je švedska vojska s 700 pešaki in 600 konjeniki pod poveljstvom Clasa Åkessona Totta starejšega pri gradu Lode udarila z rusko in tatarsko vojsko 16.000 mož pod poveljstvom kasimskega kana Simeon Bekbulatovič Saina Bulata in prepričljivo zmagala. Rusko napredovanje se je končalo s ropanjem Weissensteina (Paide) leta 1573. Rusi so po osvojitvi mesta komandanta in poveljnike švedske garnizije žive spekli. Kruto dejanje je sprožilo povračilni švedski napad na Wesenberg novembra 1573. Napadu sta poveljevala Åkesson Tott in  Pontus de la Gardie. Rusi so napadali tudi Finsko in leta 1572 prodrli do Helsingforsa (Helsinki). Leta 1575 sta vojskujoči se strani na tej fronti sklenili dveletno premirje.
Švedska protiofenziva je zastala pri obleganju Wesenberga leta 1574, ko so se nemške in škotske enote švedske vojske obrnile drug proti drugemu. Težave, zlasti pehoti, so povzročali tudi ostri zimski pogoji.  Livonska vojna je bila za Švedsko ogromno finančno breme. Samo nemškim najemnikom je dolgovala 200.000 dalerjev. Ivan III. je dal najemnikom za varščino gradove Hapsal, Leal in Lode. Ker dolgov ni poravnal, so najemniki gradove prodali Danski.
Livonski kralj Magnus Holsteinski je medtem z rusko vojsko oblegal švedski Reval. Pričakoval je pomoč svojega brata Friderika II. Danskega, vendar je ni dobil in obleganje je zastalo. Friderik je verjetno razmišljal o novi dansko-švedski zvezi, zato ni bil pripravljen pomagati Magnusu, katerega kraljestvo je bilo ruski vazal. Marca 1571 je zaradi povečane dejavnosti Švedov na Baltiku in pasivne podpore Ivanovega svaka Sigismunda obleganje opustil.
Krimski Tatari so medtem med rusko-krimsko vojno opustošili ruska ozemlja in požgali Moskvo. Suša in epidemije so usodno vplivale na rusko gospodarstvo, medtem ko je opričnina popolnoma razdvojila vlado. Po porazu krimskih in nogajskih sil leta 1572 je bila opričnina ukinjena, v rusko vojsko pa je bilo uvedenih nekaj sprememb.  Ivan IV. je uvedel novo strategijo: namesto nekaj tisoč izkušenih  vojakov in najemnikov je zbral nekaj deset tisoč domačih vojakov, kozakov in Tatarov, kot so počeli njegovi nasprotniki.
Ivanovi pohodi so dosegli vrh leta 1576, ko je v Livonijo vkorakalo še 30.000 ruskih vojakov. Ruska vojska se je iz maščevanja za dansko pridobitev Hapsala, Leala in Lodeja opustošila danski del Livonije. Po Friderikovem sporazumu s Švedsko in Poljsko o umiku iz Livonije, se je danski vpliv v Livoniji končal. Švedska vojska je oblegala Reval in v osrednji Livoniji prodrla do Dünaburga (Daugavpils), ki je bil po Vilenskem sporazumu pod poljsko-litovsko oblastjo. Ozemlje, ki je bilo pod oblastjo Ivana IV. in njegovega vazala Magnusa, je bilo leta 1570 razglašeno za Livonsko kraljestvo. Magnus je še isto leto dezertiral in začel brez posveta s carjem prisvajati gradove.  Ko se je  Magnusu vdal Kokenhusen (Koknese), da bi se izognil napadu Ivana IV., je car mesto izropal in usmrtil njegove nemške poveljnike. Svoj pohod je nato usmeril proti  Wendenu (Cēsis, Võnnu), "srcu Livonije", nekdanji prestolnici livonskega reda. Mesto zato ni imelo samo strateškega ampak tudi simbolični pomen.

## 1577-1583: Poraz Rusije

### Švedska in poljsko-litovska zveza in protiofenziva
Leta 1576 je bil za kralja Poljske in velikega vojvodo Litve izvoljen transilvanski knez Štefan Báthory. Njegov protikandidat je bil cesar Maksimiljan II. Habsburški. Decembra 1575 sta bila na isti prestol izvoljena Batoryjeva zaročenka Anna Jagelo in Maksimilijan II., zato je stopnjevanje konflikta preprečila Maksimilijanova smrt oktobra 1576.
Báthoryjevi ambiciozni želji  izgnati Ivana IV. iz Livonije je preprečil Danzig (Gdansk), ki se mu je z dansko podporo uprl. Sledila je vojna z Danzigom, ki se je končala leta 1577 z Báthoryjevo podelitvijo dodatnih pravic mestu v zameno za plačilo 200.000 zlotov. Za dodatnih 200.000 zlotov je imenoval Hohenzollerna Georga Frederickasa za administratorja Prusije, s čimer si je zagotovil njegovo vojaško podporo v načrtovanem pohodu proti Rusom.
Báthory je od poljskih vazalov dobil samo nekaj vojakov in bil prisiljen zaposliti najemnike, predvsem Poljake, Ogre, Čehe, Nemce in Vlahe.
Švedski kralj Ivan III. in Štefan Báthory sta kljub težavam, ki jih je povzročila Sigismundova smrt, decembra 1577 sklenila zavezništvo proti Ivanu IV.   Poljska je zase zahtevala celo Livonijo brez enega samega dela, ki bi pripadal Švedski. Dansko posojilo 120.000 dalerjev iz leta 1562 kljub Sigismundovim naporom še vedno ni bilo poravnano.
Do novembra 1577 je litovska vojska na pohodu proti severu osvojila Dünaburg, poljska vojska pa je na začetku leta 1578 osvojila grad Wenden. Poskus ruske vojske februarja 1578, da bi osvojila zgubljeno mesto, je spodletel. Sledila je švedska ofenziva, usmerjena proti   Pernauu (Pärnu), Dorpatu in Novgorodu.  Septembra je Ivan IV. na fronto poslal 18.000 mož, ki so osvojili Oberpahlen (Põltsamaa) in nato odšli na pohod proti Wendenu. Po prihodu so začeli oblegati mesto, kateremu je prišlo na pomoč okoli 6.000 nemških, poljskih in švedskih vojakov. Sledila je bitka pri Wendenu, v kateri so Rusi izgubili veliko vojakov, opreme in konj. Ivan IV. je bil v livonski vojni prvič resno poražen.
Báthory je pospešil formiranje huzarjev, novih dobro organiziranih konjeniških enot, ki naj bi zamenjale fevdalne nabornike.  Na podoben način je reorganiziral obstoječe topniške enote in novačil kozake. Zbral je 56.000 vojakov, od katerih je bilo 30.000 iz Litve. Vojska naj bi v okviru široke kampanje najprej napadla ruski Polock.  Ker so bile ruske rezerve zbrane v Pskovu in Novgorodu, da zaustavile napad Švedov, je Polock 30. avgusta 1579 padel.
Báthory je zatem za poveljnika vojske 48.000 mož imenoval svojega zaupnika Jana Zamoyskega, ki je napadel Velikie Luki in jih 5. septembra 1580 osvojil. Garnizije v Sokolu, Veližu in Usvzatu so se brez večjega odpora vdale. Leta 1581 je njegova vojska oblegala dobro utrjeno in dobro branjeno trdnjavo Pskov. Ker je finančna podpora poljskega parlamenta medtem usahnila, Báthoryju ni uspelo pred zimo zvabiti ruske vojske v odprto bitko. Prodiranje poljsko-litovske vojske se je povsem ustavilo, ko je Ivan IV. 15. januarja 1582 sklenil Jam Zapoljski mirovni sporazum.
Neuspešno švedsko obleganje Narve leta 1579 je imelo za posledico imenovanje Pontusa de la Gardieja za vrhovnega poveljnika vojske. Švedi so leta 1580 osvojili Kexholm in  Padise in naslednje leto še strateško pomembno Narvo. Švedska bi lahko s svojim močnim vojnim ladjevjem  napadala tudi z morja, vendar so kasnejša nesoglasja zaradi  delitve osvojenega ozemlja preprečila kakršno koli zavezništvo  s Poljsko. La Gardie se je po osvojitvi Narve maščeval Rusom za prejšnje pokole. Po podatkih iz takratne Rusovske  kronike je pobil 7.000 ruskih vojakov.
Padcu Narve je sledil padec Novgoroda, Jame in Koporje, kar je v švedske vrste vneslo veliko zadovoljstva.

### Jam Zapoljski in Pljusski mirovni sporazum
| Poljska-Litva Poljsko-litovske vazalne kneževine Rusija | Švedsko kraljestvo Danska-Norveška |

Pogajanja pod vodstvom papeškega legata, jezuita Antonija Possevina, so se leta 1582 končala s sklenitvijo Jam Zapoljskega mirovnega sporazuma med Rusijo in poljsko-litovske Republiko obeh narodov. Sporazum je bil za carja ponižujoč, deloma tudi zato, ker je sam zahteval premirje. Rusija je morala po sporazumu Poljski-Litvi predati vsa ozemlja v Livoniji in mesto Dorpat, Polock pa je ostal pod poljsko-litovsko oblastjo. Rusi so lahko obdržali ozemlje, ki so ga odvzeli Švedom, vključno z Narvo. Velike Luki je Báthory vrnil Rusom. Posevino je poskušal upoštevati tudi želje švedskega kralja Ivana III., ki jih je car zavrnil,  verjetno v dogovoru z  Báthoryjem. Premirje, ki naj bi trajalo deset let, so leta 1591 in 1601 podaljšali še za deset let. Báthoryjevi poskusi pritiska na Švedsko, da bi se  odrekla Livoniji, zlasti Narvi, so bili neuspešni.
Vojna Rusije in Švedske se je končala 10. avgusta 1583 s sklenitvijo Pljusskega mirovnega sporazuma. Rusija je prepustila Švedom večino Ingrije, Narvo in Novgorod. Rusko-švedsko premirje, ki naj bi veljalo tri leta, so kasneje podaljšali do leta 1590.

## Posledice
V povojni Vojvodini Kurlandiji in Semigaliji južno od Zahodne Dvine se je začelo obdobje politične stabilnosti, ki je temeljilo na Vilenskem  sporazumu iz leta 1561, dopolnjenim leta 1617 s Formula regiminis in  Statuta Curlandiæ. Dopolnila so domačemu plemstvu podelila nekaj dodatnih pravic na škodo vojvode.Severno od Zahodne Dvine je Báthory zmanjšal privilegije, ki jih je Sigismund podelil Vojvodini Livoniji, ki jo je štel za vojni plen. Privilegiji Rige so bili že pred tem zmanjšani z Drohičinskim sporazumom iz leta 1581. Nemščino je kot upravni  jezik začela izpodrivati poljščina, ustanavljanje vojvodin pa je zmanjšalo baltsko nemško administracijo. Lokalna katoliška duhovščina in jezuiti v Livoniji so se v protireformaciji ponovno okrepili. K temu je veliko pripomogel Báthory, ki je katoliški cerkvi prepustil dohodke in posestva, odvzeta protestantom. Poskus naseljevanja Livonije s katoliškimi kolonisti je propadel. Livonsko prebivalstvo se vsem ukrepom navkljub ni množično spreobračalo v katoliško vero. Njihova posestva v Poljski in Litvi je zasegla država.
Leta 1590 se je rusko-švedski Pljusski  mirovni sporazum iztekel in vojna se je nadaljevala. Končala se je leta 1595 s Tevzinskim mirovnim sporazumom, s katerim je morala Švedska odstopiti Rusiji Ingrijo in Priozersk.
Švedsko-poljsko zavezništvo se je začelo krhati, ko sta poljski kralj in veliki litovski knez Sigismund III. kot sin švedskega kralja Ivana III. (umrl 1592) in Katarina Jagelo nasledila švedski prestol in naletela na odpor švedskega plemstva pod vodstvom Sigismundovega strica, kasnejšega kralja Karla IX. Na Švedskem se je leta 1597 začela državljanska vojna, ki ji je sledila vojna proti Sigismundu (1598–1599). Slednja se je končala s Sigismundovo odstavitvijo s sklepom švedskega parlamenta.
V sporih po Sigismundovem poskusu  priključitve Švedske Estonije k Vojvodini Livoniji leta 1600 je lokalno plemstvo zaprosilo za pomoč švedskega kralja Karla IX. Karel je iz Estonije pregnal poljsko vojsko in napadel Vojvodino Livonijo, s čimer je sprožil niz poljsko-švedskih vojn.
V istem času je v Rusiji divjala državljanska vojna za izpraznjeni prestol, v kateri ni prevladal noben kandidat. Konflikt se je prepletal z livonskimi pohodi, ko so se v rusko vojno vmešale švedske in poljsko-litovske sile in kasneje sprožile  poljsko-rusko vojno. Vojska Karla IX. je bila po velikih protiudarih v bitkah pri Kirholmu (1605) in Klušinu (1610)   izgnana  iz Livonije.
Med kasnejšo ingrijsko vojno je Karlov naslednik Gustav Adolf ponovno zasedel Ingrijo in Kexholm, ki sta od Stalbovskega sporazuma iz leta 1617 skupaj z velikim delom Vojvodine Livonije uradno pripadala Švedski. Leta 1617 se je Švedska opomogla od kalmarske vojne z Dansko in osvojila več livonskih mest, po poljsko-litovski protiofenzivi pa je pod njeno oblastjo ostal samo Pernau.  V drugem pohodu, ki se je začel z zasedbo Rige leta 1621 in izgonom poljsko-litovskih sil iz večine Livonije, je bil ustanovljen švedski dominion Švedska Livonija. Švedska vojska je pohod nadaljevala skozi kraljevsko Prusijo. Poljska-Litva je z Altmarškim sporazumom leta 1629 sprejela švedske osvojitve v Livoniji.
Dansko provinco Øsel je z Brömsebrojskim sporazumom leta 1645 dobila Švedska. S sporazumom se je končala torstensojska vojna, ena od prizorišč tridesetletne vojne.  Øsel je obdržala tudi po sklenitvi Olivskega on Kopenhagenskega sporazuma, sklenjenih leta 1660. Stanje se zatem ni spreminjalo do leta 1710, ko sta Estonija in Livonija v veliki severni vojni kapitulirali pred Rusijo. Osvojitev je bila formalizirana z Nystadskim sporazumom leta 1721.